# Чемпионат СССР по лыжным гонкам 1965
37-й лично-командный чемпионат СССР по лыжным гонкам проводился в Отепя Эстонской ССР с 22 по 27 марта 1965 года. Соревнования проводились по семи дисциплинам — гонки на 15, 30 и 50 км, эстафета 4×10 км (мужчины), гонки на 5 и 10 км, эстафета 4х5 км (женщины).

## Медалисты

### Мужчины
|                  | Золото                                                                         | Серебро                                                            | Бронза                                                                   |
| ---------------- | ------------------------------------------------------------------------------ | ------------------------------------------------------------------ | ------------------------------------------------------------------------ |
| Гонка на 15 км   | Акентьев Анатолий Советская Армия Ленинград                                    | Ваганов Геннадий Советская Армия Москва                            | Ворончихин Игорь «Буревестник» Москва                                    |
| Гонка на 30 км   | Утробин Иван «Труд» Московская область                                         | Ваганов Геннадий Советская Армия Москва                            | Веденин Вячеслав «Динамо» Москва                                         |
| Гонка на 50 км   | Утробин Иван «Труд» Московская область                                         | Колегов Аркадий «Динамо» Киров                                     | Гизатуллин Баязит «Труд» Уфа                                             |
| Эстафета 4х10 км | Советская Армия Шумилов Борис Емелин Леонид Акентьев Анатолий Ваганов Геннадий | «Труд» Ярлыков Дмитрий Гизатуллин Баязит Любимов Иван Утробин Иван | «Спартак» Гадалов Анатолий Круглов Виктор Ильин Геннадий Аржилов Николай |

### Женщины
|                 | Золото                                                                 | Серебро                                                             | Бронза                                                                        |
| --------------- | ---------------------------------------------------------------------- | ------------------------------------------------------------------- | ----------------------------------------------------------------------------- |
| Гонка на 5 км   | Ачкина Рита Советская Армия Москва                                     | Колчина Алевтина «Динамо» Москва                                    | Мекшило Евдокия Советская Армия Ленинград                                     |
| Гонка на 10 км  | Ачкина Рита Советская Армия Москва                                     | Колчина Алевтина «Динамо» Москва                                    | Мекшило Евдокия Советская Армия Ленинград                                     |
| Эстафета 4х5 км | Советская Армия Варенова Алла Зайцева Нина Ачкина Рита Мекшило Евдокия | «Спартак» Соловьева Рита Демина Нина Аверьянова Анна Гусакова Мария | «Динамо» Комарова Валентина Каалисте Анна Халитова Валентина Колчина Алевтина |

Лично-командное первенство СССР (4-е) в лыжной гонке на 70 км среди мужчин проводилось в Москве 24 января 1965 года.

### Мужчины (70 км)
|                | Золото                                 | Серебро                           | Бронза                            |
| -------------- | -------------------------------------- | --------------------------------- | --------------------------------- |
| Гонка на 70 км | Утробин Иван «Труд» Московская область | Липашев Николай «Спартак» Калинин | Кондрашов Иван «Локомотив» Москва |